# 欧日地区卡斯蒂永
欧日地区卡斯蒂永（法語：Castillon-en-Auge，法語發音：[kastijɔ̃ ɑ̃.n‿oʒ] ⓘ）是法国卡尔瓦多斯省的一个市镇，属于利雪区。

## 地理
欧日地区卡斯蒂永（49°1'52"N, 0°5'42"E）面积7.23 平方千米，位于法国诺曼底大区卡爾瓦多斯省，该省份为法国西北部沿海省份，北濒大西洋英吉利海峡，东北与滨海塞纳省以海上边界相接，东临厄尔省，南至奧恩省，西与芒什省接壤。
与欧日地区卡斯蒂永接壤的市镇（或旧市镇、城区）包括：利瓦罗派多日、梅济东瓦莱多日、欧日地区圣皮埃尔。

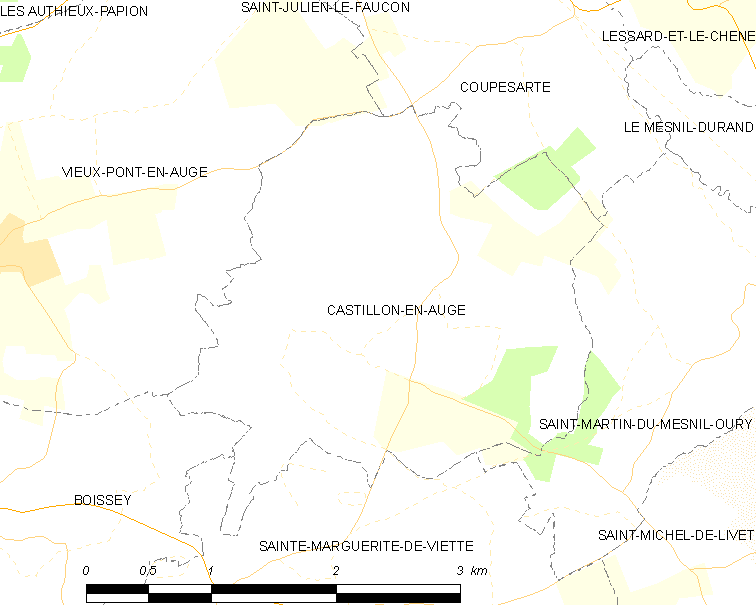
欧日地区卡斯蒂永的OSM定位图

欧日地区卡斯蒂永的时区为UTC+01:00、UTC+02:00（夏令时）。

## 行政
欧日地区卡斯蒂永的邮政编码为14140，INSEE市镇编码为14141。

## 政治
欧日地区卡斯蒂永所属的省级选区为梅济东瓦莱多日县。

## 人口

1962-2008年间欧日地区卡斯蒂永人口变化图示

欧日地区卡斯蒂永于2022年1月1日时的人口数量为164人。